# Lossiküla
Lossiküla is een plaats in de Estlandse gemeente Otepää, provincie Valgamaa. De plaats heeft de status van dorp (Estisch: küla).
Tot in oktober 2017 hoorde Lossiküla bij de gemeente Sangaste. In die maand werd Sangaste bij de gemeente Otepää gevoegd.

## Bevolking
Het dorp had 79 inwoners op 31 december 2011 en 55 inwoners op 31 december 2021.

## Geografie
Lossiküla ligt 3,5 km ten zuidwesten van Sangaste, dat tot in 2017 de hoofdplaats van de gemeente Sangaste was. De Tugimaantee 72, de secundaire weg van Sangaste naar Tõlliste, loopt door het dorp. De rivier Laatre loopt langs de westgrens van het dorp (die ook de grens met de gemeente Valga vormt) en de rivier Väike-Emajõgi langs de oostgrens.

## Geschiedenis
De naam Lossiküla betekent ‘slotdorp’. In Lossiküla staat het kasteel van Sangaste. Het kasteel is de opvolger van het kasteel dat in 1287 werd gebouwd als zomerresidentie voor de bisschop van Dorpat. In 1559 werd het genoemd als hoff tho Zangenitz. In 1561 werd het landgoed rond het kasteel een kroondomein onder de grootvorst van Litouwen, die in deze tijd ook koning van Polen was. In 1601 stond het bekend als Hof Sanngnitz. In 1626 kwam het in privébezit, toen koning Gustaaf II Adolf van Zweden, die het Hertogdom Lijfland had veroverd op de Polen, het landgoed aan Christoph Rasky gaf.
Het kasteel en het bijbehorende landgoed wisselden in de 18e eeuw vaak van eigenaar, maar waren vanaf 1808 in het bezit van de familie von Berg. In de jaren 1874-1881 liet Friedrich Georg Magnus Berg (1845 -1938), die de ‘von’ in zijn naam niet gebruikte, een nieuw kasteel bouwen, dat de Duitse naam Sagnitz-Schloß kreeg. De architect was Otto Pius Hippius. In 1926 onteigende het onafhankelijk geworden Estland een deel van het landgoed. De familie von Berg bleef nog tot in 1939 op het kasteel wonen en moest toen ten gevolge van het Molotov-Ribbentroppact vertrekken naar Duitsland.
Friedrich Georg Magnus Berg hield zich bezig met de veredeling van rogge en de fok van paarden. In 1929 ontving hij voor zijn inspanningen voor de roggeteelt een eredoctoraat van de Universiteit van Tartu. Hij was een enthousiast reiziger en publiceerde een aantal verslagen van zijn reizen.
3,5 km ten noordoosten van Lossiküla ligt de vlek Sangaste. Daar staat de kerk die bij het landgoed hoort. Tot ca. 1930 heette de nederzetting rond de kerk Kirikuküla (‘kerkdorp’). Twee kilometer ten zuiden van het kasteel ligt het historische dorp Sangaste. Het valt sinds 1977 onder Väljaküla. 1977 was ook het jaar dat de nederzetting rond het kasteel officieel de naam Lossiküla kreeg.

## Het kasteel van Sangaste
Het neogotische kasteel van Sangaste is geïnspireerd door Engelse kastelen als Windsor Castle en Balmoral Castle. Graaf Berg had beide kastelen bezocht. Oorspronkelijk had het 99 kamers. De fundamenten van het bouwwerk zijn van graniet, dat uit Finland werd gehaald; verder zijn alle materialen die bij de bouw zijn gebruikt in de omgeving vervaardigd. Tijdelijk stond er een baksteenfabriek naar Duits model.
De hoofdingang bevindt zich onder een vierkante toren. De hal is een fluistergalerij: wat in een hoek wordt gefluisterd, kan men in de andere hoek verstaan. De kamers zijn ingericht in verschillende stijlen, naar Spaans, Moors, Romeins en Engels voorbeeld. In een van de kamers, de ‘Roggekamer’, is een permanente tentoonstelling over Friedrich Georg Magnus Berg te zien. Een glazen kas, die tegen het kasteel was aangebouwd, is verloren gegaan.
Tijdens de Sovjetbezetting werd het kasteel gebruikt als vakantie-oord en hoofdkwartier van de Pioniers. In die tijd had het 149 kamers. Sinds 1990 wordt het gebouw gebruikt voor evenementen en bruiloften en als vergaderruimte. Overnachten is mogelijk. In de zomermaanden wordt er een restaurant geëxploiteerd. Het kan ook bezichtigd worden, al dan niet onder begeleiding van een gids.
Naast het kasteel zijn diverse bijgebouwen bewaard gebleven, de meeste opgetrokken uit dezelfde bakstenen als het kasteel. Een van de bijgebouwen is een watertoren. Twee bijgebouwen zijn ouder dan het kasteel. Rond het kasteel ligt een park van ca. 75 ha. Het heeft 183 verschillende soorten bomen.

## Foto's

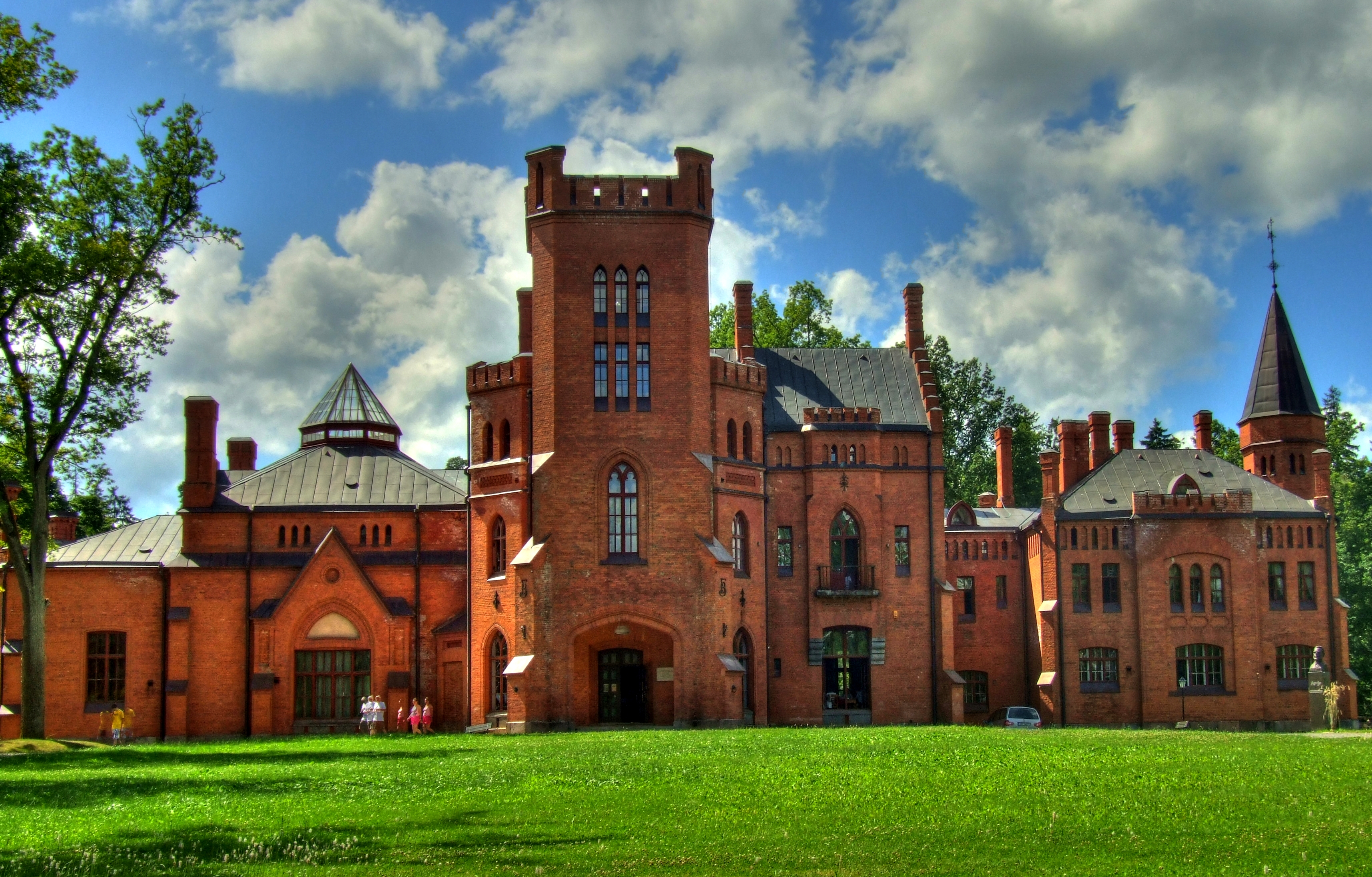
Het kasteel van Sangaste
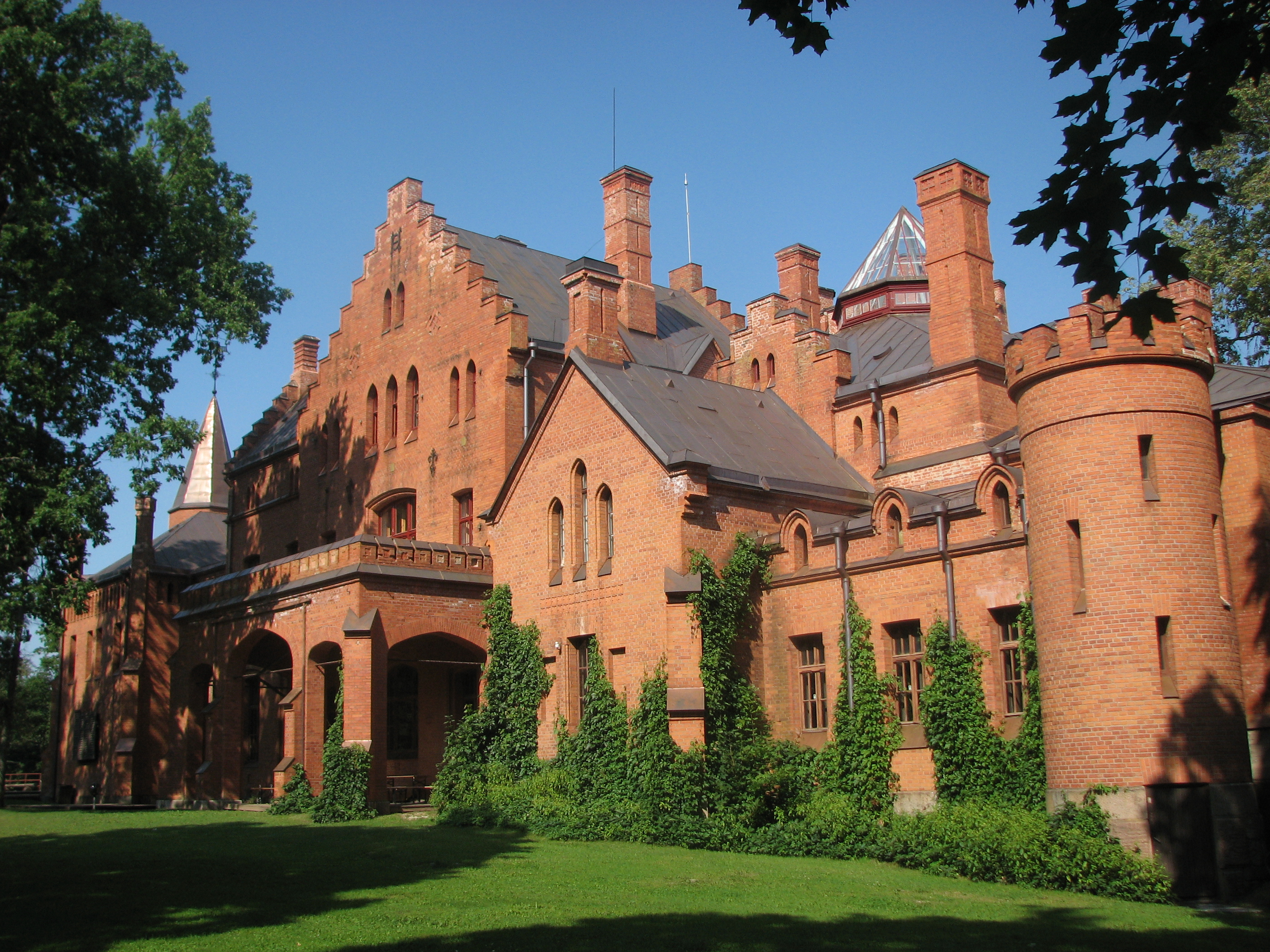
De achterkant
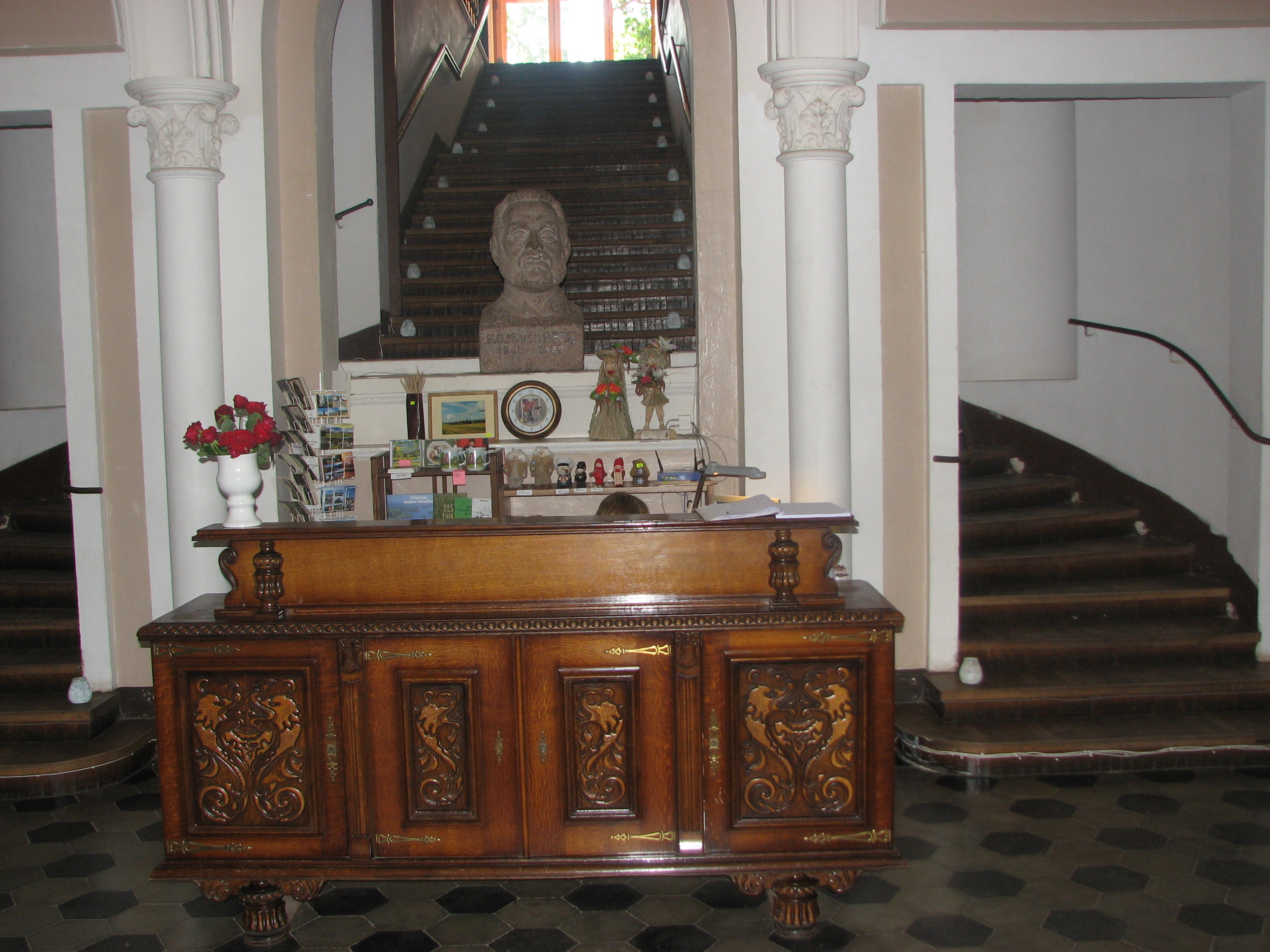
Entree met borstbeeld van graaf Berg
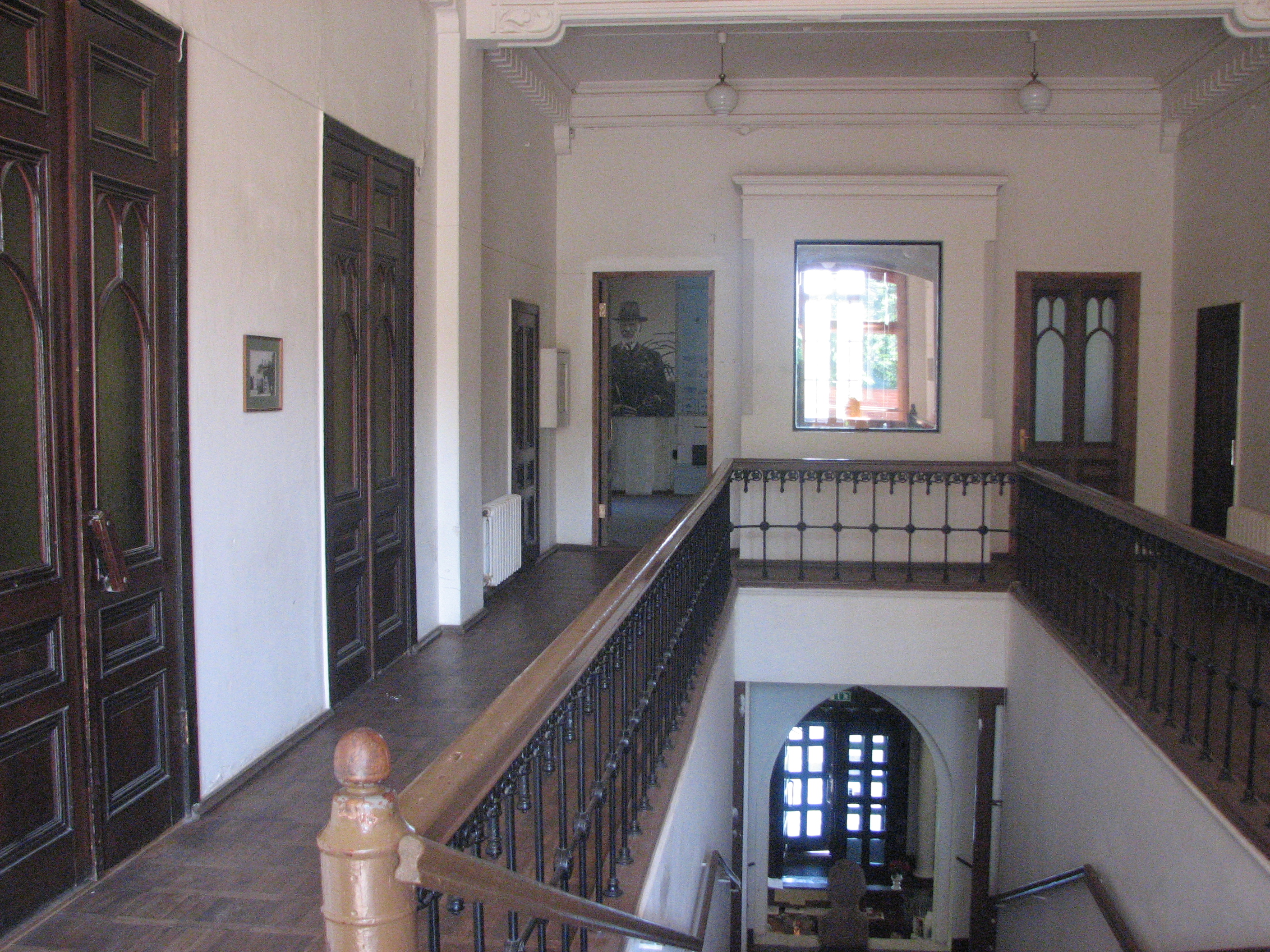
Trappenhuis
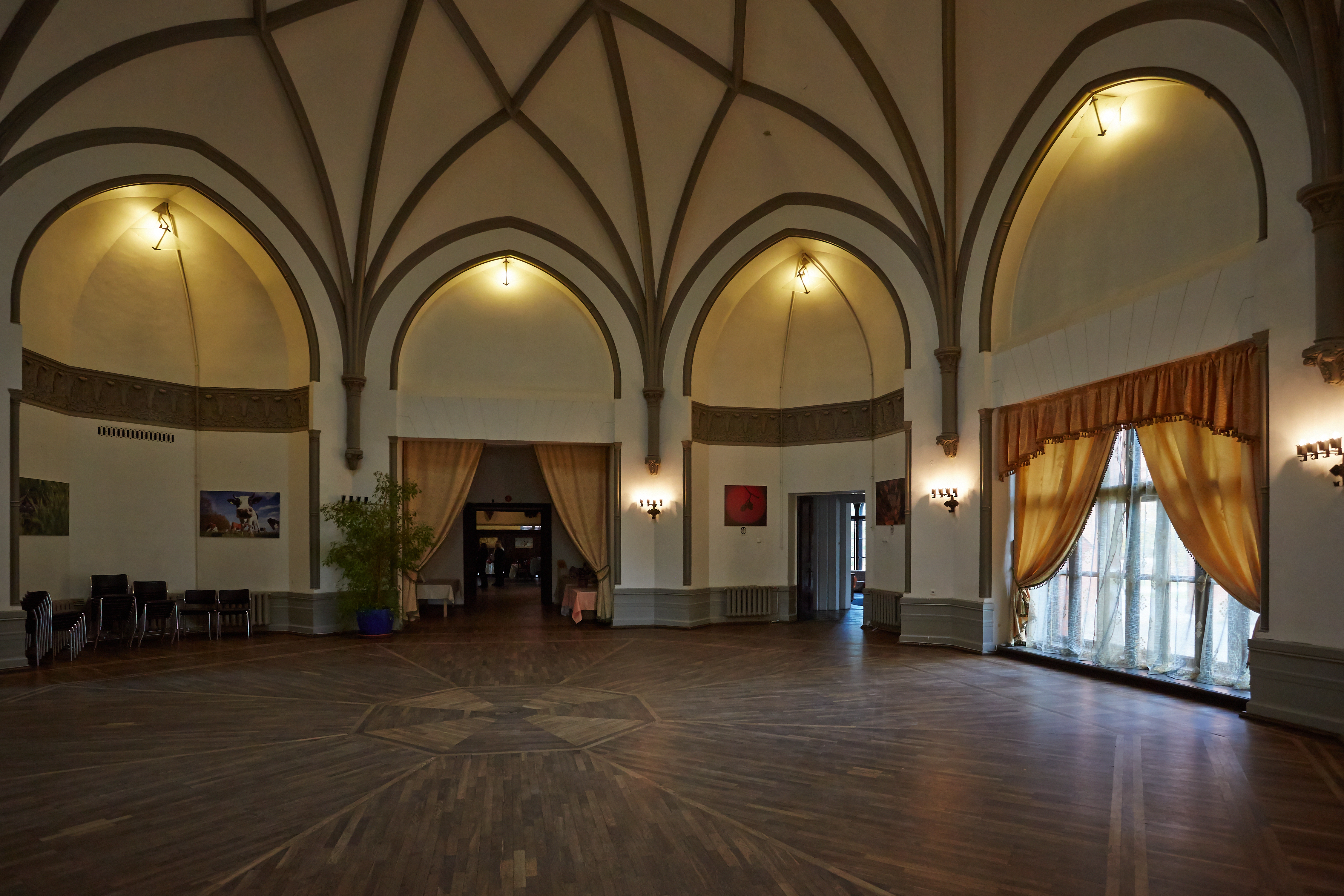
Hal
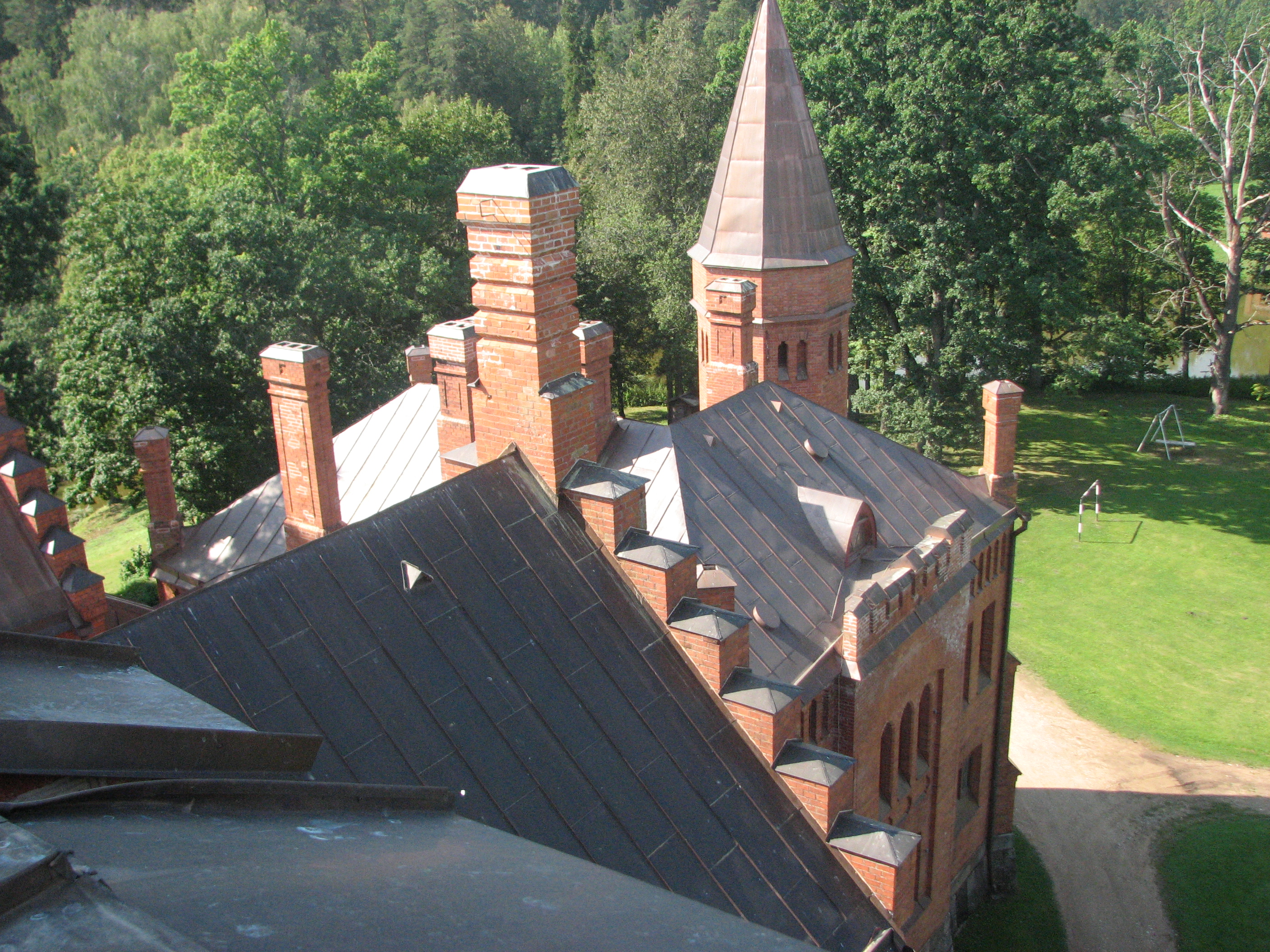
Op het dak
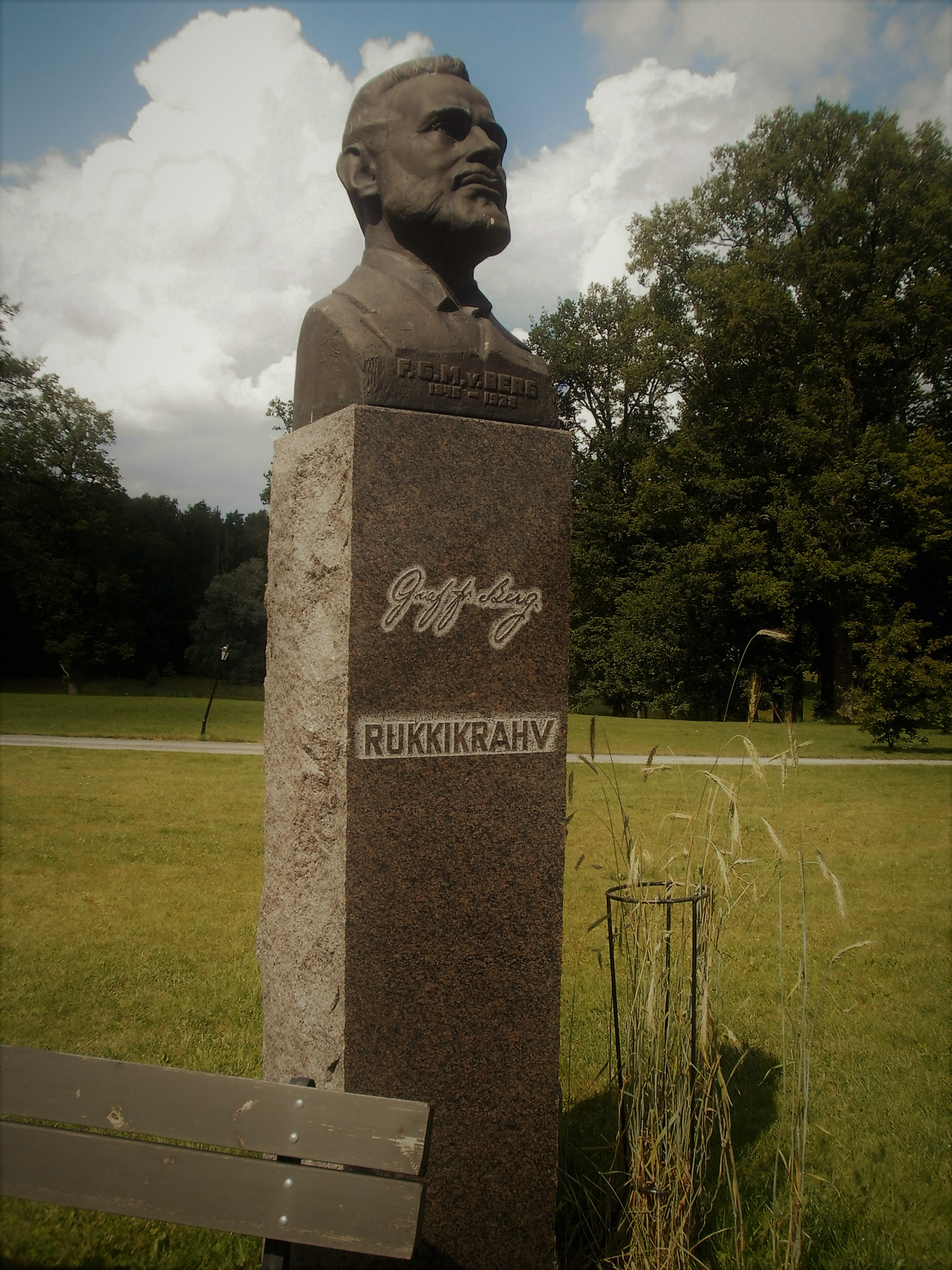
Borstbeeld van graaf Berg in het park
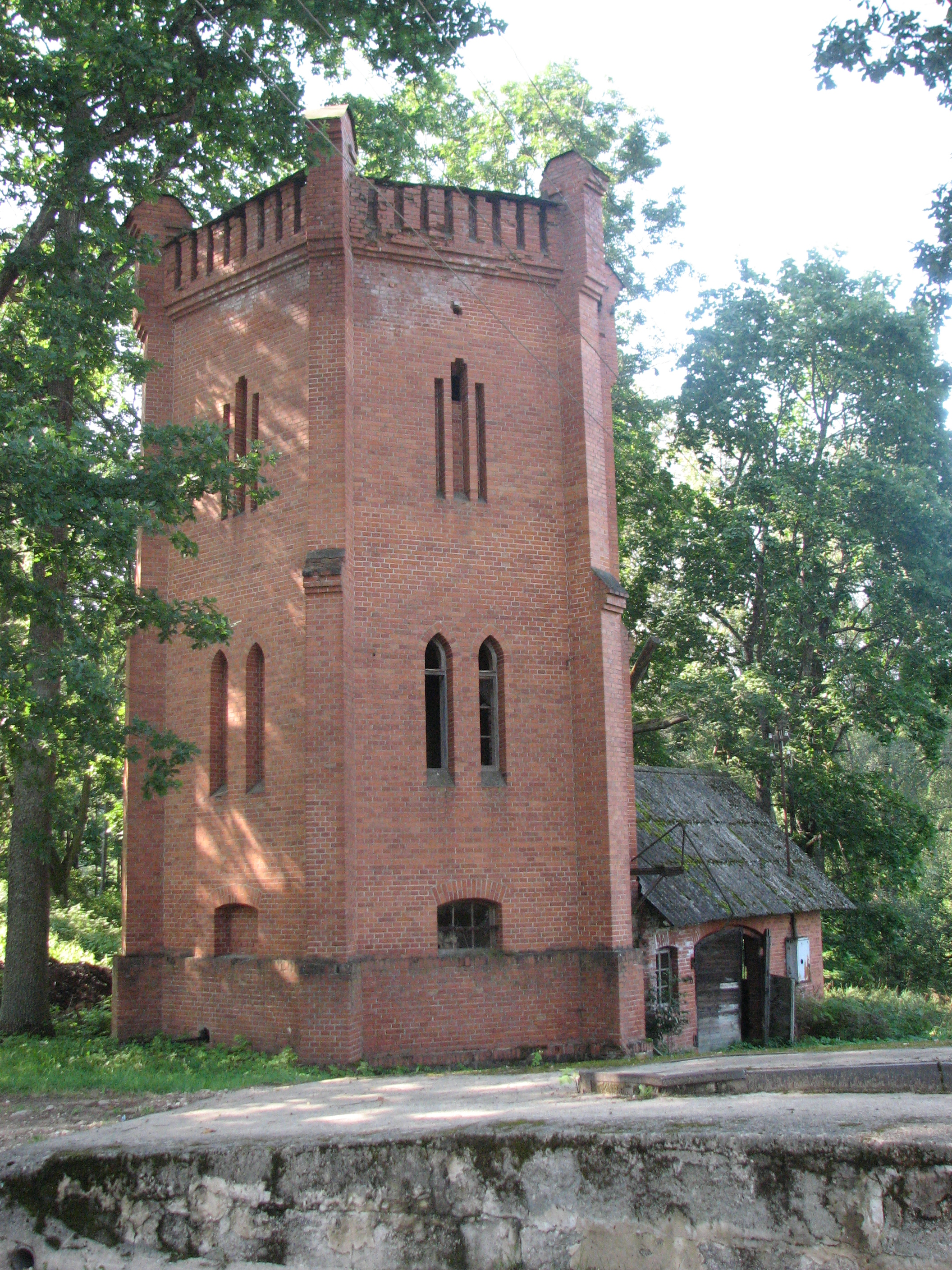
Watertoren
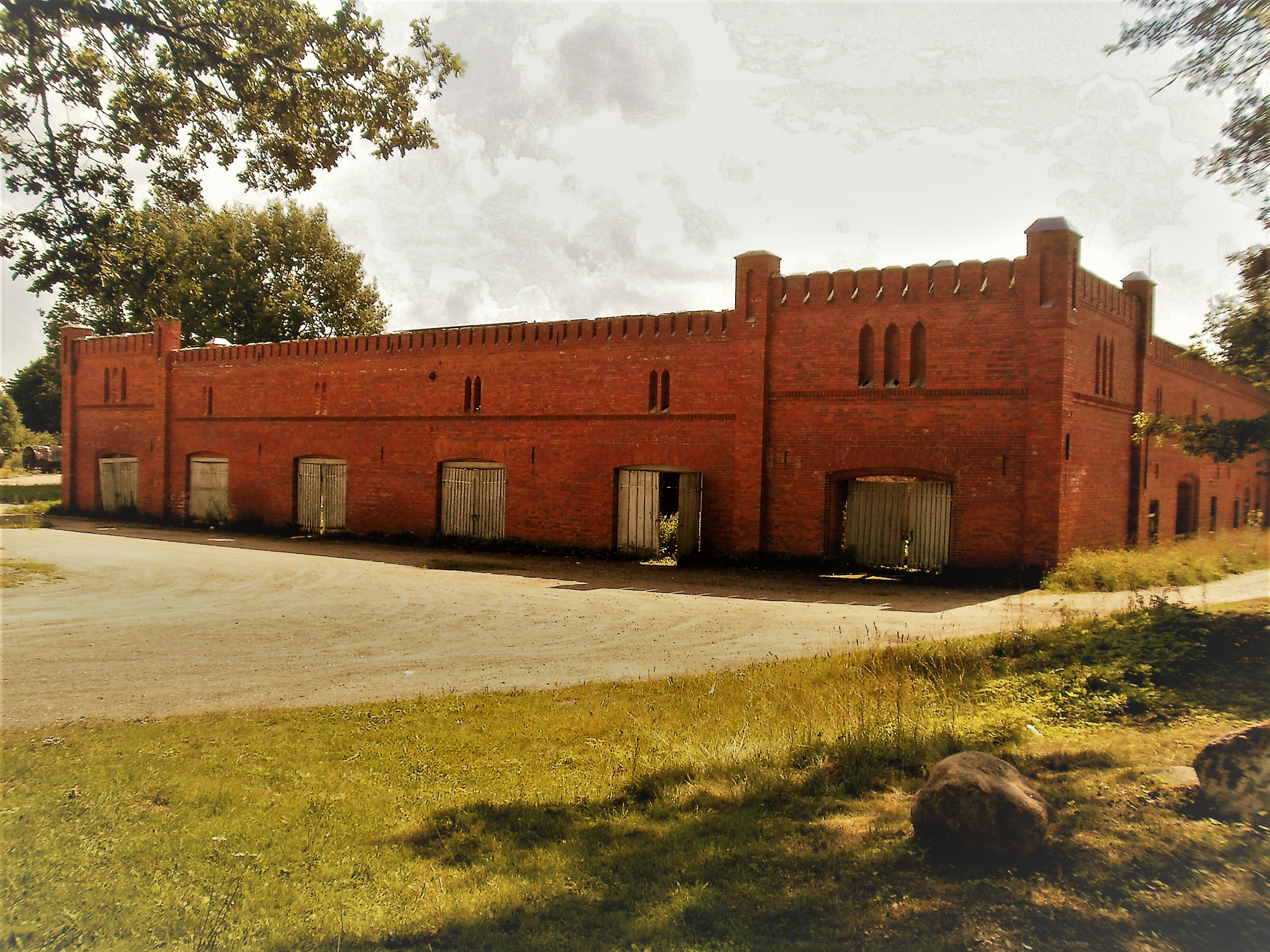
Paardenstal